# Österreichischer Bauherrenpreis 2010
Mit dem Österreichischen Bauherrenpreis der Zentralvereinigung der Architekten Österreichs wurden im Jahr 2010 die folgenden Projekte ausgezeichnet:
| Realisierung                                                | Bauherr                                                                                                  | Planer                                                               |
| ----------------------------------------------------------- | --- | -------------------------------------------------------------------- |
| Wohnhaus ›Die Bremer Stadtmusikanten‹ in Wien               | Neues Leben Bau-, Wohn- und Siedlungsgenossenschaft, Karl-Heinz Stadler, Johann Gruber, Christopher Girg | Artec Architekten Bettina Götz Richard Manahl                        |
| Tourismusschule Bad Hofgastein                              | Wirtschaftskammer Salzburg, Julius Schmalz, Manfred Pammer, Wilfried Buchegger                           | Architekturbüro Fasch & Fuchs                                        |
| Universitäts- und Landesbibliothek Tirol in Innsbruck       | BIG mit Wolfgang Gleissner und Christoph Stadlhuber                                                      | eck & reiter architekten, dietmar rossmann architekt                 |
| Weingut Claus Preisinger in Gols                            | Claus Preisinger                                                                                         | propeller Z Philipp Tschofen, Kabru, Carmen Wiederin, Korkut Akkalay |
| Überdachung Römerstein in Lebing in Rohrbach an der Lafnitz | Ehemalige Gemeinde Eichberg mit Bürgermeister Peter Uhl                                                  | Klaus Kada                                                           |
| Marktgemeindeamt Um- und Zubau in Ottensheim                | Verein zur Förderung der Infrastruktur der Marktgemeinde Ottensheim mit Bürgermeisterin Ulrike Böker     | SUE Architekten Christian Ambos Michael Anhammer Harald Höller       |